# Jérôme Haehnel
Jérôme Haehnel (Mulhouse, 14 juli 1980) is een voormalig Franse tennisser. Hij is een lid en speelt voor het team van de Tennis Club van Parijs. Haehnel heeft ooit toptennissers Roger Federer, Mardy Fish, Mark Philippoussis en Andre Agassi verslagen.

## Titels
| #  | Datum            | Toernooi        | Surface | Tegenstander in de finale | Score    |
| 1. | 11 oktober, 2004 | Metz, Frankrijk | Hard    | Richard Gasquet           | 7–6, 6–4 |

## ATP Klassement
| Jaar | Positie |
| ---- | ------- |
| 2003 | #331    |
| 2004 | #107    |
| 2005 | #136    |
| 2006 | #213    |
| 2007 | #240    |
| 2008 | #730    |